# Xinjiangtitan
Xinjiangtitan là một chi khủng long, được Wu W. H.. Zhou C. Wings Sekiya & Dong mô tả khoa học năm 2013.